# Загребська жупанія
За́гребська жупа́нія (хорв. Zagrebačka županija) — жупанія в центральній Хорватії. За даними перепису 2021 р. її населяють 299 985 мешканців.

## Географія
Жупанія оточує – але не включає – столицю країни Загреб, який виділено в окрему територіальну одиницю. З цієї причини жупанію часто прозивають "Загребське кільце". 
Загребська жупанія межує з Крапинсько-Загорською жупанією, містом Загреб і Вараждинською жупанією на півночі, з Беловарсько-Білогорською жупанією на сході, Сісацько-Мославінською жупанією на півдні та Карловацькою жупанією на південному заході.

### Клімат
Помірно-континентальний клімат з теплим літом і помірно холодною зимою та з поодинокими снігопадами. Найбільше опадів наприкінці весни, на початку літа і восени, а найменше взимку і ранньою весною. Не буває надто сухих або вологих періодів, а річна кількість опадів зменшується з заходу на схід.

## Демографія
У жупанії проживає 7% загального хорватського населення. Середня густота населення дещо вища, ніж у середньому по країні. Округ у цілому має приріст населення: від 283 298 жителів у 1991 році до 309 696 мешканців у 2001 році (159615 жінок і 150 081 чоловік). Найшвидше зростають населені пункти неподалік Загреба, найслабше населені високогірні райони і низинні заплави. 
Національний склад такий (2001 р.): хорвати — 96,2 %, серби — 0,9 %, боснійці — 0,3 % та інші.

## Економіка
Промисловість і торгівля забезпечують 2/3 доходу, слідом за ними йдуть сільське господарство і транспорт. Сільське господарство найрозвиненіше в районі міста Врбовец, а виноградарство — навколо міст Светі-Іван-Зеліна і Ястребарско. Поруч із Іванич-Градом знайдено поклади нафти і природного газу. В багатьох селах по всьому окрузі є чимало дрібних промислових підприємств.

## Адміністративний поділ
Загребська жупанія ділиться на 9 міст і 25 громад:
| Назва              | Населення | Площа      |
| ------------------ | --------- | ---------- |
| Дуго Село          | 14 300    | 52,22 км²  |
| Іванич-Град        | 14 723    | 173,57 км² |
| Ястребарсько       | 16689     | 226,50 км² |
| Самобор            | 36 207    | 250,73 км² |
| Света Неделя       | 15 506    | 41,43 км²  |
| Светий Іван-Зелина | 16 268    | 184,68 км² |
| Велика Гориця      | 63 517    | 328,65 км² |
| Врбовець           | 14 658    | 159,05 км² |
| Запрешич           | 23 125    | 52,60 км²  |

| Назва          | Населення | Площа      |
| -------------- | --------- | ---------- |
| Бедениця       | 1522      | 21,70 км²  |
| Бистра         | 6098      | 52,74 км²  |
| Брцковляни     | 6816      | 71,14 км²  |
| Брдовець       | 10287     | 37,27 км²  |
| Дубрава        | 5478      | 115,18 км² |
| Дубравиця      | 1586      | 20,46 км²  |
| Фаркашеваць    | 2102      | 73,66 км²  |
| Градець        | 3920      | 88,85 км²  |
| Яковлє         | 3952      | 35,71 км²  |
| Клинча-Села    | 4927      | 77,64 км²  |
| Клоштар-Іванич | 6038      | 77,59 км²  |
| Крашич         | 3199      | 69,40 км²  |
| Краварсько     | 1983      | 58,03 км²  |
| Криж           | 7406      | 118,46 км² |
| Лука           | 1419      | 17,17 км²  |
| Марія-Гориця   | 2089      | 17,10 км²  |
| Орле           | 2145      | 57,61 км²  |
| Писаровина     | 3697      | 145,00 км² |
| Покупсько      | 2492      | 105,73 км² |
| Пресека        | 1670      | 47,86 км²  |
| Пуща           | 2484      | 18,20 км²  |
| Раковець       | 1350      | 35,11 км²  |
| Ругвиця        | 7608      | 93,73 км²  |
| Ступник        | 3251      | 23,20 км²  |
| Жумберак       | 1185      | 110,17 км² |